# Goud(I)chloride
Goud(I)chloride is een anorganische verbinding van goud en chloor met als brutoformule AuCl, waarin goud zich in oxidatietoestand +1 bevindt. Het behoort tot de goudhalogeniden. Goud(I)chloride ontstaat bij thermische ontleding van goud(III)chloride boven een temperatuur van 298°C. Het is een gele vaste stof die zeer slecht oplosbaar is in water.

## Reacties
De verbinding is weinig stabiel. Bij verhitting met water disproportioneert goud(I)chloride in metallisch goud en goud(III)chloride:
{\displaystyle {\ce {3 AuCl -> 2 Au + AuCl3}}}
De reactie met kaliumbromide geeft kaliumtetrabromoauraat(III), kaliumchloride en metallisch goud:
{\displaystyle {\ce {3 AuCl + 4 KBr -> KAuBr4 + 3 KCl + 2 Au}}}

## Toxicologie en veiligheid
Goud(I)chloride irriteert huid en ogen, schaadt de nieren en vermindert het aantal witte bloedcellen.